# Rockport (Indiana)
Rockport – miasto w Stanach Zjednoczonych, w stanie Indiana, siedziba administracyjna hrabstwa Spencer.